# اویادی‌باش
اویادی‌باش (انگلیسی: Uyadybash) یک شهرک در شهرستان تاتیشلینسکی استان باشقیرستان کشور روسیه است.